# Canton de Vic-sur-Aisne
Le canton de Vic-sur-Aisne est une circonscription électorale française située dans le département de l'Aisne et la région Hauts-de-France.
À la suite du redécoupage cantonal de 2014, les limites territoriales du canton sont remaniées. Le nombre de communes du canton passe de 25 à 50.

## Géographie
Ce canton est organisé autour de Vic-sur-Aisne dans l'arrondissement de Soissons. Son altitude varie de 36 m (Berny-Rivière) à 163 m (Montigny-Lengrain) pour une altitude moyenne de 93 m.

## Histoire

### Révolution française

Carte du canton de Vic-sur-Aisne en 1790.

Le canton est créé le 18 février 1790 sous la Révolution française,. 
Le canton a compté 13 communes avec Vic-sur-Aisne pour chef-lieu au moment de sa création : Bagneux, Berny-Rivière, Bieuxy, Cuisy-en-Almont, Épagny, Fontenoy, Morsain, Nouvron, Tartiers, Saint-Christophe-à-Berry, Vézaponin, Vic-sur-Aisne et Vingré. Il est une subdivision du district de Soissons qui disparait le 5 fructidor An III (22 août 1795). Le canton ne subit aucune modification dans sa composition communale pendant cette période.
Lors de la création des arrondissements par la loi du 28 pluviôse an VIII (17 février 1800), le canton de Vic-sur-Aisne est rattaché à l'arrondissement de Soissons.

### 1801-2015
L'arrêté du 3 vendémiaire an X (25 septembre 1801) entraine un redécoupage du canton de Vic-sur-Aisne qui est conservé et agrandi. L'ensemble des quatorze communes du canton de Cœuvres (Ambleny, Cœuvres, Cutry, Dommiers, Laversine, Missy-aux-Bois, Montigny-Lengrain, Mortefontaine, Pernant, Ressons-le-Long, Saconin, Saint-Bandry, Saint-Pierre-Aigle et Valsery) intègrent le canton. La commune d'Osly-Courtil, détachées du canton de Soissons, rejoint le canton de Vic-sur-Aisne. À la suite de cette recomposition, la composition communale du canton est de 28 communes.
Par ordonnance du 1er mai 1826, les communes de Nouvron et de Vingré sont regroupées pour former la commune de Nouvron-Vingré,. Le canton passe de 28 à 27 communes.
Par ordonnance du 29 mai 1830, les communes de Cœuvres et Valsery fusionnent et la nouvelle entité prend le nom de Cœuvres-et-Valsery,. Le canton comprend 26 communes à la suite de ce regroupement.
Par décret du 4 octobre 1950, la commune de Missy-aux-Bois est détachée du canton pour rejoindre celui de Soissons,. À la suite de ce détachement, le canton regroupe 25 communes. Sa composition reste stable jusqu'en mars 2015 et il porte le code canton 0235.

### Après le redécoupage de 2015
Un nouveau découpage territorial de l'Aisne entre en vigueur en mars 2015, défini par le décret du 21 février 2014, en application des lois du 17 mai 2013 (loi organique 2013-402 et loi 2013-403). Les conseillers départementaux sont, à compter de ces élections, élus au scrutin majoritaire binominal mixte. Les électeurs de chaque canton élisent au Conseil départemental, nouvelle appellation du Conseil général, deux membres de sexe différent, qui se présentent en binôme de candidats. Les conseillers départementaux sont élus pour 6 ans au scrutin binominal majoritaire à deux tours, l'accès au second tour nécessitant 12,5 % des inscrits au premier tour. En outre la totalité des conseillers départementaux est renouvelée. Ce nouveau mode de scrutin nécessite un redécoupage des cantons dont le nombre est divisé par deux avec arrondi à l'unité impaire supérieure. Dans l'Aisne, le nombre de cantons passe ainsi de 42 à 21. Le canton de Vic-sur-Aisne fait partie des treize cantons du département, dont les limites territoriales diffèrent. Les huit autres sont des nouveaux cantons. 
Avec ce redécoupage, le canton de Coucy-le-Château-Auffrique, faisant partie de l'arrondissement de Laon, est regroupé avec celui de Vic-sur-Aisne, à l'exception de Pierremande, rejoignant le canton de Chauny. Les communes de Bagneux, Cuisy-en-Almont, Osly-Courtil sont détachées du canton pour être adjointes au nouveau canton de Soissons-1. Le bureau centralisateur est fixé à Vic-sur-Aisne et le canton regroupe maintenant cinquante communes, avec le nouveau code canton 0220.
Par arrêté préfectoral du 20 décembre 2016, les communes de Audignicourt et de Vassens, située dans l'arrondissement de Laon, sont détachées le 1er janvier 2017 de cet arrondissement pour intégrer l'arrondissement de Soissons. Le canton compte alors 26 communes de l'arrondissement de Laon et 24 communes de l'arrondissement de Soissons.
Par décret du 22 décembre 2017, la commune de Fresnes prend le nom de Fresnes-sous-Coucy.

## Représentation

### Conseillers généraux de 1833 à 2015
| Période | Période          | Identité                           | Étiquette               | Qualité |
| ------- | ---------------- | ---------------------------------- | ----------------------- | --- |
| 1833    | 1845             | Jean Chrisostome Danré (1772-1857) |                         | Cultivateur à Vouty, maire de Faverolles |
| 1845    | 1848             | Pierre Joseph Maxime Lemaire       | Droite                  | Cultivateur, maire de Saint-Pierre-Aigle, conseiller d'arrondissement Député (1848-1849)                                                                |
| 1848    | 1861             | Antoine Paul Godard de Rivocet     |                         | Ancien officier Propriétaire à Fontenoy |
| 1861    | 1871             | Baron Charles Estave de Valsery    |                         | Gentilhomme ordinaire à la chambre de Louis XVIII et Charles X Maire de Vic-sur-Aisne Propriétaire à Cœuvres                                            |
| 1871    | 1878 (démission) | Léon Marsaux                       |                         | Notaire Maire de Vic-sur-Aisne (1870-1878) |
| 1878    | 1892             | Jean Charles Blerzy                | Gauche                  | Notaire à Vic-sur-Aisne |
| 1892    | 1926 (décès)     | Roger Firino                       | Act.lib.                | Maire de Fontenoy (1884-1926) Député (1893-1898) |
| 1926    | 1928             | Henri Ferté                        | URD                     | Propriétaire - Maire de Ressons-le-Long, conseiller d'arrondissement Député (1924-1928)                                                                 |
| 1928    | 1934             | Elisée Beaudequin                  | Rad.                    | Maire de Montigny-Lengrain (1919-1945) |
| 1934    | 1940             | Pierre Balsan (1907-1948)          | Républicain indépendant | Propriétaire, conseiller municipal de Fontenoy Membre de la Commission administrative départementale (1940-1943) Nommé conseiller départemental en 1943 |
|         |                  |                                    |                         | |
| 1945    | 1949             | Marcel Bonneau                     | SFIO                    | Préparateur en pharmacie à Soissons |
| 1949    | 1955             | Pierre Victor Marsaux              | DVD                     | Notaire Maire de Vic-sur-Aisne, ancien conseiller d'arrondissement                                                                                      |
| 1955    | 1996 (démission) | Pierre Day                         | SFIO puis PS            | Retraité de l'Éducation Nationale (directeur d'école) Maire de Montigny-Lengrain (1958-1963 et 1969-1995)                                               |
| 1996    | 2005 (décès)     | Raymond Guéhenneux                 | PS                      | Docteur en médecine Maire de Vic-sur-Aisne (1977-2005) Président de la Communauté de Communes de la Vallée de l'Aisne (2001-2005)                       |
| 2005    | 2011             | Alain Sautillet                    | PS                      | Retraité de l'Éducation nationale (professeur d'économie et de gestion), maire d'Ambleny                                                                |
| 2011    | 2015             | Jean-Luc Moraux                    | PS                      | Retraité de l'Éducation nationale, Fontenoy |

### Conseillers d'arrondissement (de 1833 à 1940)
Le canton de Vic-sur-Aisne avait deux conseillers d'arrondissement au XIXe siècle.
| Période                                  | Période          | Identité                                  | Étiquette   | Qualité |
| ---------------------------------------- | ---------------- | ----------------------------------------- | ----------- | --- |
| 1833                                     | 1845             | Pierre Joseph Maxime Lemaire              |             | Maire de Saint-Pierre-Aigle                                                                                 |
| 1833                                     | 1848             | Auguste Tassart (1792-1871)               |             | Cultivateur, maire de Tartiers                                                                              |
| 1845                                     | 1848             | Prince Desboves (1810-1891)               |             | Propriétaire à Cœuvres                                                                                      |
|                                          |                  |                                           |             | |
|                                          | 1885 (démission) | M. Duchène                                |             | Fabricant de sucre à Vic-sur-Aisne                                                                          |
| 1885                                     | 1887 (décès)     | Léon Barthélemy Paillette (1817-1887)     |             | Propriétaire, maire de Vic-sur-Aisne                                                                        |
|                                          |                  |                                           |             | |
|                                          | 1895 (décès)     | Auguste Alexandre Desplanches (1823-1895) |             | Cultivateur à Malval, maire de Cutry, Président du Conseil d'arrondissement                                 |
|                                          |                  |                                           |             | |
| 1913                                     | 1926             | Henri Ferté                               | Libéral URD | Propriétaire, maire de Ressons-le-Long, Député (1924-1928)                                                  |
| 1926                                     | 1931             | Élisée Beaudequin (1871-1958)             | Radical     | Maire de Montigny-Lengrain                                                                                  |
| 1931                                     | 1937             | François Georgelin                        | SFIO        | Négociant à Montigny-Lengrain                                                                               |
| 1937                                     | 1940             | Pierre Victor Marsaux                     | PSF         | Notaire à Vic-sur-Aisne                                                                                     |
| 1940                                     |                  |                                           |             | Les conseils d'arrondissement ont été suspendus par la loi du 12 octobre 1940 et n'ont jamais été réactivés |
| Les données manquantes sont à compléter. |                  |                                           |             | |

### Conseillers départementaux après 2015
| Période élective | Période élective | Mandat | Mandat   | Identité                | Nuance | Nuance | Qualité                                                                                    |
| ---------------- | ---------------- | ------ | -------- | ----------------------- | ------ | ------ | ------------------------------------------------------------------------------------------ |
| 2015             | 2021             | 2015   | 2021     | Marie-Christine Gilliot |        | DVD    | Chargée de clientèle à Villers-Cotterêts                                                   |
| 2015             | 2021             | 2015   | 2021     | Noël Lecoultre          |        | RN     | Agent hospitalier à Soissons                                                               |
| 2021             | 2028             | 2021   | en cours | Sarah Batonnet          |        | DVD    | Ancien cadre Conseillère municipale de Pont-Saint-Mard                                     |
| 2021             | 2028             | 2021   | en cours | Nicolas Rébérot         |        | DVD    | Commerçant Maire de Ressons-le-Long 10ème Vice-Président (Action culturelle et Patrimoine) |

#### Élections de mars 2015
Lors des élections départementales de 2015, le binôme composé de Marie-Christine Gilliot et Noël Lecoultre (FN) est élu au premier tour avec 53,81 % des suffrages exprimés, devant le binôme composé de Jean-Claude Dumont et Chantal Mouny (Union de la Gauche) (46,19 %). Le taux de participation est de 57,12 % (8 692 votants sur 15 218 inscrits) contre 53,32 % au niveau départemental et 50,17 % au niveau national.
Marie-Christine Gillot ne siège plus au groupe FN du conseil départemental.

#### Élections de juin 2021
Le premier tour des élections départementales de 2021 est marqué par un très faible taux de participation (33,26 % au niveau national). Dans le canton de Vic-sur-Aisne, ce taux de participation est de 35,13 % (5 493 votants sur 15 635 inscrits) contre 34,94 % au niveau départemental. À l'issue de ce premier tour, deux binômes sont en ballottage : Sandrine Cayre et Florian Demarcq (RN, 33,55 %) et Sarah Batonnet et Nicolas Rébérot (DVD, 24,95 %).
Le second tour des élections est marqué une nouvelle fois par une abstention massive équivalente au premier tour. Les taux de participation sont de 34,3 % au niveau national, 34,65 % dans le département et 35,26 % dans le canton de Vic-sur-Aisne. Sarah Batonnet et Nicolas Rébérot (DVD) sont élus avec 59,91 % des suffrages exprimés (3 033 voix pour 5 518 votants et 15 651 inscrits),,.

## Composition

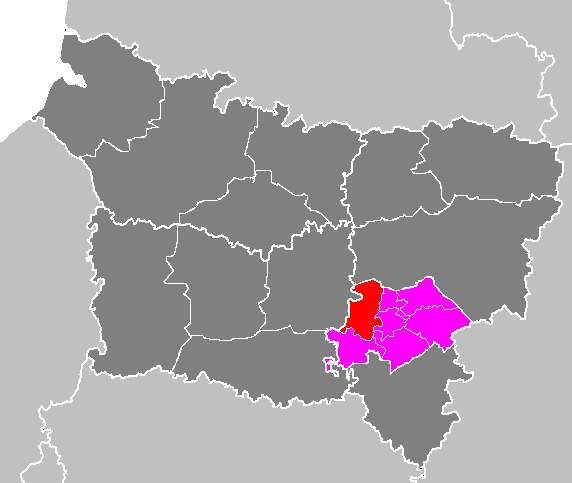
Situation du canton de Vic-sur-Aisne dans le département de l'Aisne avant 2015.

### Composition avant 2015
Le canton de Vic-sur-Aisne regroupait 25 communes et comptait 10 787 habitants en 2012.
| Nom                       | Code Insee | Codepostal | Superficie (km2) | Population (dernière pop. légale) | Densité (hab./km2) |
| ------------------------- | ---------- | ---------- | ---------------- | --------------------------------- | ------------------ |
| Vic-sur-Aisne (chef-lieu) | 02795      | 02290      | 5,23             | 1 751 (2012)                      | 335                |
| Ambleny                   | 02011      | 02290      | 17,32            | 1 137 (2012)                      | 66                 |
| Bagneux                   | 02043      | 02290      | 2,21             | 72 (2012)                         | 33                 |
| Berny-Rivière             | 02071      | 02290      | 7,87             | 631 (2012)                        | 80                 |
| Bieuxy                    | 02087      | 02290      | 4,50             | 30 (2012)                         | 6,7                |
| Cœuvres-et-Valsery        | 02201      | 02600      | 12,52            | 466 (2012)                        | 37                 |
| Cuisy-en-Almont           | 02253      | 02200      | 9,17             | 332 (2012)                        | 36                 |
| Cutry                     | 02254      | 02600      | 4,79             | 122 (2012)                        | 25                 |
| Dommiers                  | 02267      | 02600      | 7,24             | 290 (2012)                        | 40                 |
| Épagny                    | 02277      | 02290      | 11,00            | 332 (2012)                        | 30                 |
| Fontenoy                  | 02326      | 02290      | 9,03             | 488 (2012)                        | 54                 |
| Laversine                 | 02415      | 02600      | 7,22             | 165 (2012)                        | 23                 |
| Montigny-Lengrain         | 02514      | 02290      | 11,38            | 685 (2012)                        | 60                 |
| Morsain                   | 02527      | 02290      | 14,34            | 423 (2012)                        | 29                 |
| Mortefontaine             | 02528      | 02600      | 11,90            | 244 (2012)                        | 21                 |
| Nouvron-Vingré            | 02562      | 02290      | 9,25             | 229 (2012)                        | 25                 |
| Osly-Courtil              | 02576      | 02290      | 5,23             | 304 (2012)                        | 58                 |
| Pernant                   | 02598      | 02200      | 9,83             | 703 (2012)                        | 72                 |
| Ressons-le-Long           | 02643      | 02290      | 10,55            | 771 (2012)                        | 73                 |
| Saconin-et-Breuil         | 02667      | 02200      | 8,53             | 223 (2012)                        | 26                 |
| Saint-Bandry              | 02672      | 02290      | 6,02             | 296 (2012)                        | 49                 |
| Saint-Christophe-à-Berry  | 02673      | 02290      | 7,78             | 429 (2012)                        | 55                 |
| Saint-Pierre-Aigle        | 02687      | 02600      | 12,02            | 347 (2012)                        | 29                 |
| Tartiers                  | 02736      | 02290      | 8,89             | 185 (2012)                        | 21                 |
| Vézaponin                 | 02793      | 02290      | 3,18             | 132 (2012)                        | 42                 |

### Composition à partir de 2015
Le canton de Vic-sur-Aisne regroupe 50 communes.
| Nom                                   | Code Insee | Intercommunalité           | Superficie (km2) | Population (dernière pop. légale) | Densité (hab./km2) | Modifier                                    |
| ------------------------------------- | ---------- | -------------------------- | ---------------- | --------------------------------- | ------------------ | ------------------------------------------- |
| Vic-sur-Aisne (bureau centralisateur) | 02795      | CC Retz-en-Valois          | 5,23             | 1 610 (2022)                      | 308                | modifier les données · modifier les données |
| Ambleny                               | 02011      | CC Retz-en-Valois          | 17,32            | 1 203 (2022)                      | 69                 | modifier les données · modifier les données |
| Audignicourt                          | 02034      | CC Retz-en-Valois          | 5,66             | 110 (2022)                        | 19                 | modifier les données · modifier les données |
| Barisis-aux-Bois                      | 02049      | CC Picardie des Châteaux   | 15,11            | 746 (2022)                        | 49                 | modifier les données · modifier les données |
| Berny-Rivière                         | 02071      | CC Retz-en-Valois          | 7,87             | 633 (2022)                        | 80                 | modifier les données · modifier les données |
| Besmé                                 | 02078      | CC Picardie des Châteaux   | 2,66             | 166 (2022)                        | 62                 | modifier les données · modifier les données |
| Bichancourt                           | 02086      | CA Chauny-Tergnier-La Fère | 7,73             | 989 (2022)                        | 128                | modifier les données · modifier les données |
| Bieuxy                                | 02087      | CC Retz-en-Valois          | 4,50             | 34 (2022)                         | 7,6                | modifier les données · modifier les données |
| Blérancourt                           | 02093      | CC Picardie des Châteaux   | 10,80            | 1 212 (2022)                      | 112                | modifier les données · modifier les données |
| Bourguignon-sous-Coucy                | 02107      | CC Picardie des Châteaux   | 2,80             | 104 (2022)                        | 37                 | modifier les données · modifier les données |
| Camelin                               | 02140      | CC Picardie des Châteaux   | 9,15             | 436 (2022)                        | 48                 | modifier les données · modifier les données |
| Champs                                | 02159      | CC Picardie des Châteaux   | 9,16             | 311 (2022)                        | 34                 | modifier les données · modifier les données |
| Cœuvres-et-Valsery                    | 02201      | CC Retz-en-Valois          | 12,52            | 466 (2022)                        | 37                 | modifier les données · modifier les données |
| Coucy-la-Ville                        | 02219      | CC Picardie des Châteaux   | 6,11             | 195 (2022)                        | 32                 | modifier les données · modifier les données |
| Coucy-le-Château-Auffrique            | 02217      | CC Picardie des Châteaux   | 11,46            | 989 (2022)                        | 86                 | modifier les données · modifier les données |
| Crécy-au-Mont                         | 02236      | CC Picardie des Châteaux   | 11,83            | 323 (2022)                        | 27                 | modifier les données · modifier les données |
| Cutry                                 | 02254      | CC Retz-en-Valois          | 4,79             | 126 (2022)                        | 26                 | modifier les données · modifier les données |
| Dommiers                              | 02267      | CC Retz-en-Valois          | 7,24             | 306 (2022)                        | 42                 | modifier les données · modifier les données |
| Épagny                                | 02277      | CC Retz-en-Valois          | 11,00            | 339 (2022)                        | 31                 | modifier les données · modifier les données |
| Folembray                             | 02318      | CC Picardie des Châteaux   | 8,85             | 1 362 (2022)                      | 154                | modifier les données · modifier les données |
| Fontenoy                              | 02326      | CC Retz-en-Valois          | 9,03             | 470 (2022)                        | 52                 | modifier les données · modifier les données |
| Fresnes-sous-Coucy                    | 02333      | CC Picardie des Châteaux   | 7,30             | 160 (2022)                        | 22                 | modifier les données · modifier les données |
| Guny                                  | 02363      | CC Picardie des Châteaux   | 9,32             | 363 (2022)                        | 39                 | modifier les données · modifier les données |
| Jumencourt                            | 02395      | CC Picardie des Châteaux   | 6,20             | 126 (2022)                        | 20                 | modifier les données · modifier les données |
| Landricourt                           | 02406      | CC Picardie des Châteaux   | 5,83             | 129 (2022)                        | 22                 | modifier les données · modifier les données |
| Laversine                             | 02415      | CC Retz-en-Valois          | 7,22             | 156 (2022)                        | 22                 | modifier les données · modifier les données |
| Leuilly-sous-Coucy                    | 02423      | CC Picardie des Châteaux   | 12,69            | 445 (2022)                        | 35                 | modifier les données · modifier les données |
| Manicamp                              | 02456      | CA Chauny-Tergnier-La Fère | 10,24            | 306 (2022)                        | 30                 | modifier les données · modifier les données |
| Montigny-Lengrain                     | 02514      | CC Retz-en-Valois          | 11,38            | 684 (2022)                        | 60                 | modifier les données · modifier les données |
| Morsain                               | 02527      | CC Retz-en-Valois          | 14,34            | 467 (2022)                        | 33                 | modifier les données · modifier les données |
| Mortefontaine                         | 02528      | CC Retz-en-Valois          | 11,90            | 215 (2022)                        | 18                 | modifier les données · modifier les données |
| Nouvron-Vingré                        | 02562      | CC Retz-en-Valois          | 9,25             | 197 (2022)                        | 21                 | modifier les données · modifier les données |
| Pernant                               | 02598      | CC Retz-en-Valois          | 9,83             | 683 (2022)                        | 69                 | modifier les données · modifier les données |
| Pont-Saint-Mard                       | 02616      | CC Picardie des Châteaux   | 6,79             | 185 (2022)                        | 27                 | modifier les données · modifier les données |
| Quierzy                               | 02631      | CA Chauny-Tergnier-La Fère | 8,09             | 419 (2022)                        | 52                 | modifier les données · modifier les données |
| Quincy-Basse                          | 02632      | CC Picardie des Châteaux   | 3,87             | 54 (2022)                         | 14                 | modifier les données · modifier les données |
| Ressons-le-Long                       | 02643      | CC Retz-en-Valois          | 10,55            | 780 (2022)                        | 74                 | modifier les données · modifier les données |
| Saconin-et-Breuil                     | 02667      | CC Retz-en-Valois          | 8,53             | 197 (2022)                        | 23                 | modifier les données · modifier les données |
| Saint-Aubin                           | 02671      | CC Picardie des Châteaux   | 8,36             | 279 (2022)                        | 33                 | modifier les données · modifier les données |
| Saint-Bandry                          | 02672      | CC Retz-en-Valois          | 6,02             | 240 (2022)                        | 40                 | modifier les données · modifier les données |
| Saint-Christophe-à-Berry              | 02673      | CC Retz-en-Valois          | 7,78             | 443 (2022)                        | 57                 | modifier les données · modifier les données |
| Saint-Paul-aux-Bois                   | 02686      | CC Picardie des Châteaux   | 11,13            | 360 (2022)                        | 32                 | modifier les données · modifier les données |
| Saint-Pierre-Aigle                    | 02687      | CC Retz-en-Valois          | 12,02            | 332 (2022)                        | 28                 | modifier les données · modifier les données |
| Selens                                | 02704      | CC Picardie des Châteaux   | 7,65             | 207 (2022)                        | 27                 | modifier les données · modifier les données |
| Septvaux                              | 02707      | CC Picardie des Châteaux   | 8,56             | 179 (2022)                        | 21                 | modifier les données · modifier les données |
| Tartiers                              | 02736      | CC Retz-en-Valois          | 8,89             | 165 (2022)                        | 19                 | modifier les données · modifier les données |
| Trosly-Loire                          | 02750      | CC Picardie des Châteaux   | 15,21            | 551 (2022)                        | 36                 | modifier les données · modifier les données |
| Vassens                               | 02762      | CC Retz-en-Valois          | 9,87             | 171 (2022)                        | 17                 | modifier les données · modifier les données |
| Verneuil-sous-Coucy                   | 02786      | CC Picardie des Châteaux   | 4,58             | 136 (2022)                        | 30                 | modifier les données · modifier les données |
| Vézaponin                             | 02793      | CC Retz-en-Valois          | 3,18             | 114 (2022)                        | 36                 | modifier les données · modifier les données |
| Canton de Vic-sur-Aisne               | 0220       |                            | 437,40           | 20 873 (2022)                     | 48                 | modifier les données                        |

## Démographie

### Démographie avant le redécoupage de 2015
| 1962  | 1968  | 1975  | 1982  | 1990  | 1999   | 2006   | 2007   | 2008   |
| ----- | ----- | ----- | ----- | ----- | ------ | ------ | ------ | ------ |
| 8 778 | 8 843 | 8 739 | 9 198 | 9 957 | 10 333 | 10 566 | 10 578 | 10 594 |

| 2009   | 2010   | 2011   | 2012   | - | - | - | - | - |
| ------ | ------ | ------ | ------ | - | - | - | - | - |
| 10 624 | 10 677 | 10 724 | 10 787 | - | - | - | - | - |

### Démographie après le redécoupage de 2015
En 2022, le canton comptait 20 873 habitants, en évolution de −2,67 % par rapport à 2016 (Aisne : −1,97 %, France hors Mayotte : +2,11 %).
| 2013   | 2018   | 2022   |
| ------ | ------ | ------ |
| 21 547 | 21 234 | 20 873 |